# 西南金丝梅
西南金丝梅（学名：Hypericum henryi）为藤黄科金丝桃属下的一个种。

## 扩展阅读
- 維基物種上的相關：西南金丝梅